# Phimenes
Phimenes (лат.) — род одиночных ос (Eumeninae). Юго-Восточная Азия и Австралия.

## Описание
Осы средних и крупных размеров, длина тела около 2 см (16—27 мм). Основная окраска чёрная с жёлтыми отметинами. Взрослые самки охотятся на личинок насекомых, которые служат кормом для развития собственных личинок осы. От близких родов отличаются следующими признаками: тергит I немного длиннее мезосомы, участок после дыхалец короче участка перед ними; терминальный стернит самца с продольной бороздкой. Клипеус апикально усеченный или выемчатый; висок в дорсальном виде короче глаза.

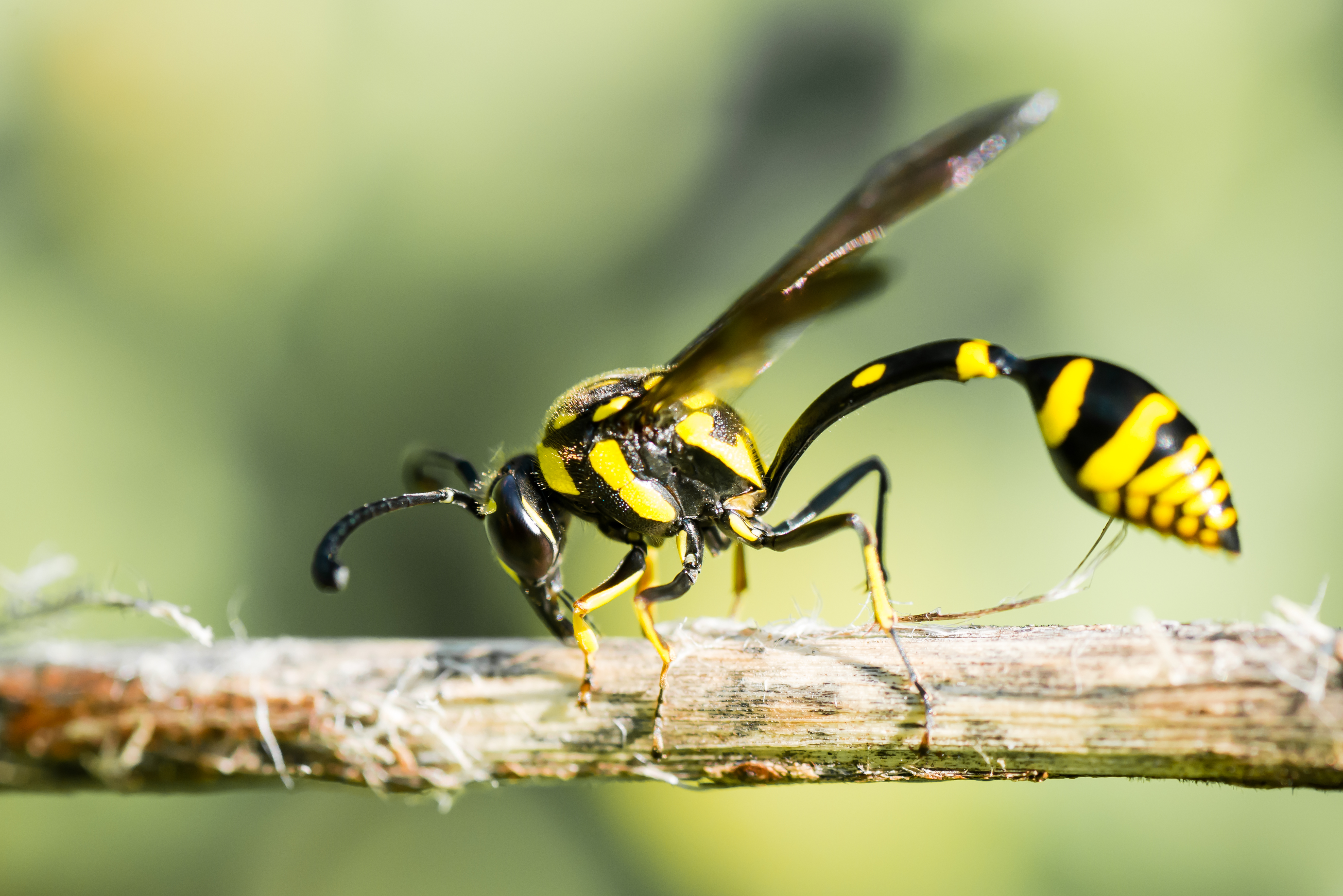
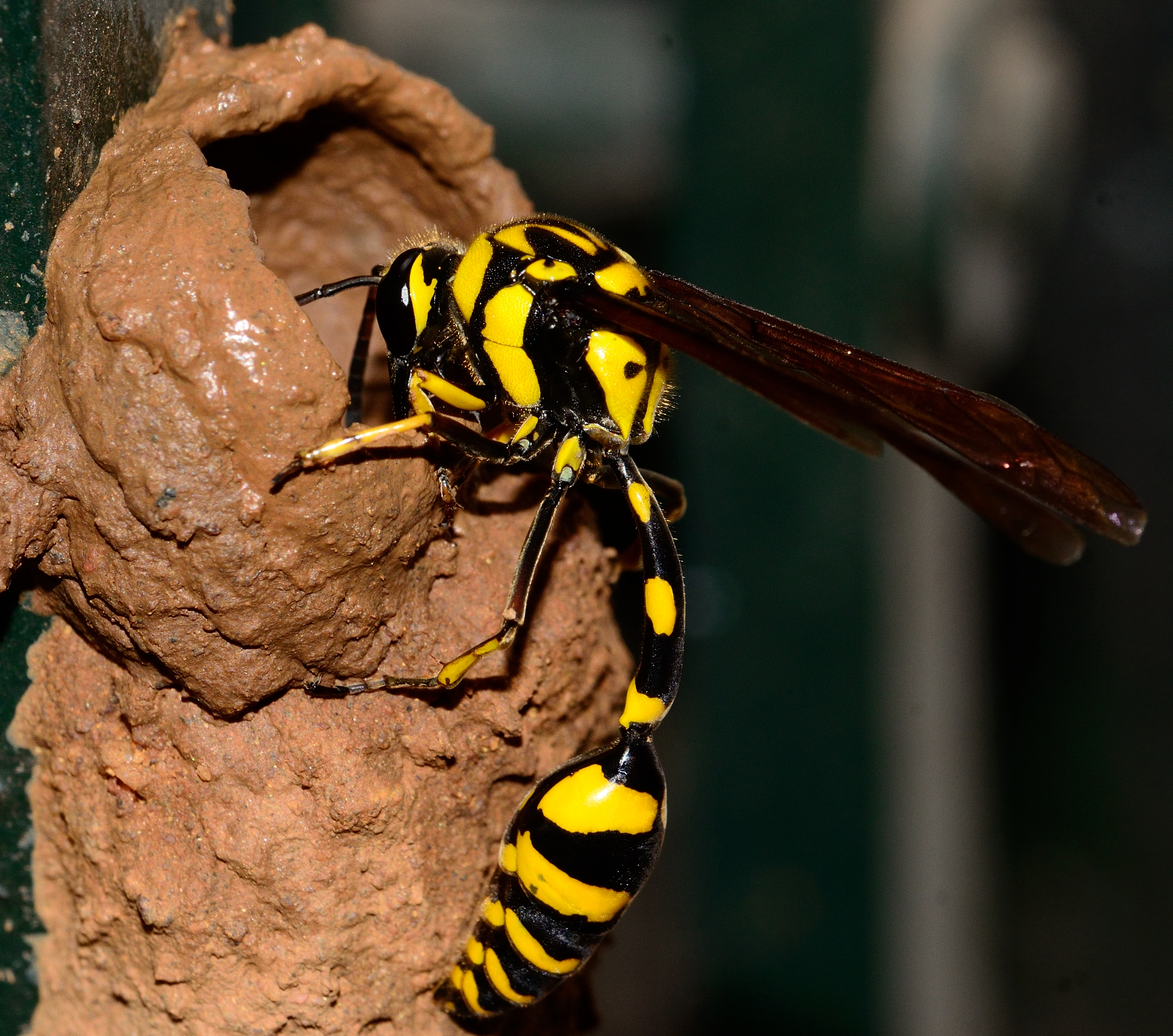
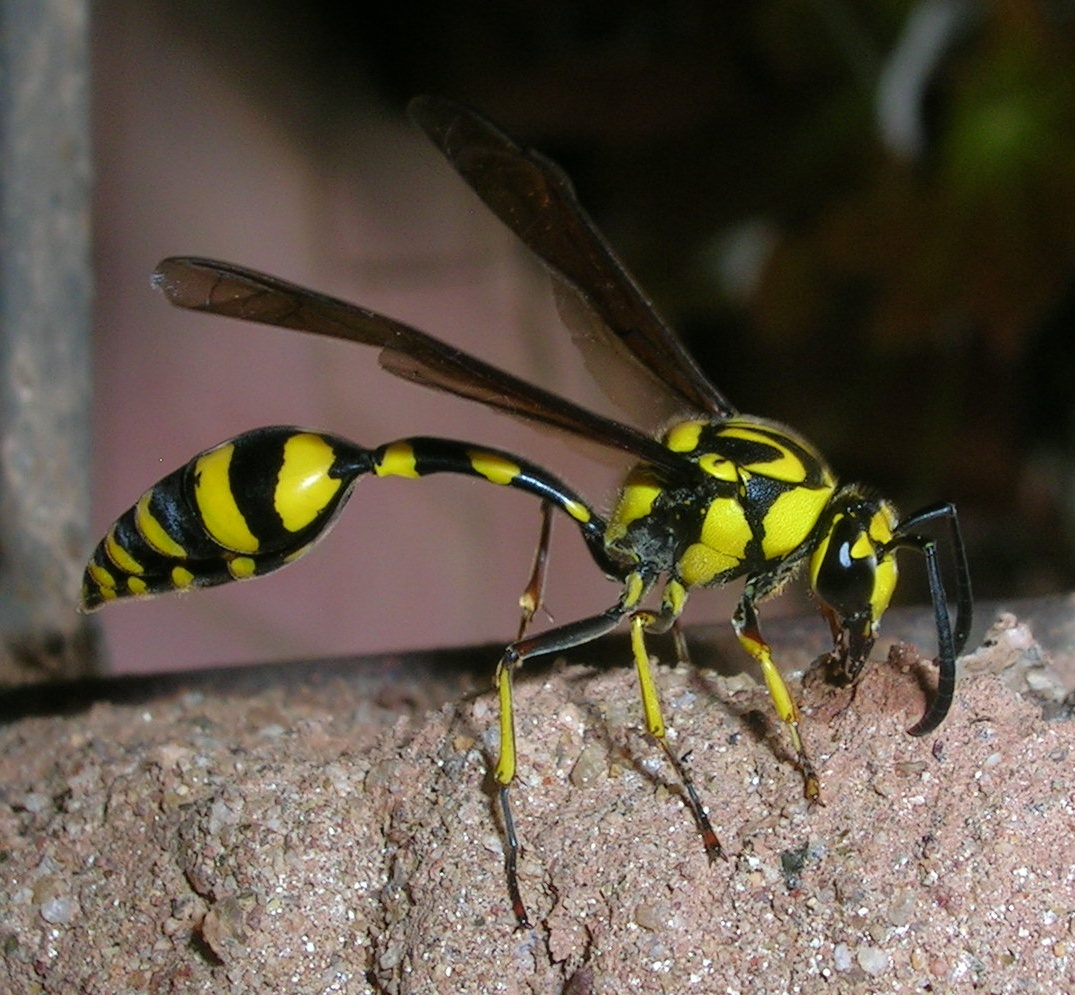

## Классификация
Ранее род считался синонимом рода Delta. Род был выделен из Eumenes итальянским гименоптерологом Антонио Джордани Сойка, когда он возвел IV отдел Eumenes, которому Соссюр дал название Phi, в полный родовой статус. Однако Джордани Сойка отметил, что название Phi Saussure, 1855, non de Saussure, 1854 было занято подродом полистин Нового Света Mischocyttarus, и поэтому в качестве названия нового таксона он выбрал соединение слов Phi с Eumenes в Phimenes Giordani Soika, 1992. Типовым видом обозначен Vespa arcuata Fabricius, 1775. Род включают в состав подсемейства Eumeninae. Близок к роду Delta.
- Phimenes andamanicus (Zimmermann, 1931)
- Phimenes arcuatus (Fabricius, 1775)
- Phimenes curvatus (Saussure, 1856)
- Phimenes eremnus (Vecht, 1959)
- Phimenes flavopictus (Blanchard, 1845)
- Phimenes fulvipennis (Smith, 1856)
- Phimenes incola (Giordani Soika, 1935)
- Phimenes indosinensis (Vecht, 1959)
- Phimenes nicobaricus (Meade-Waldo, 1910)
- Phimenes pagdeni (Vecht, 1959)
- Phimenes perplexus (Smith, 1864)
- Phimenes rumphii (Vecht, 1959)
- Phimenes sciarus (Vecht, 1959)
- Phimenes solomonis (Vecht, 1959)
- Phimenes sparsipunctatus Gusenleitner, 2002
- Phimenes squalidus (Vecht, 1959)
- Phimenes transmarinus (Vecht, 1959)
- Phimenes violaceipennis (Vecht, 1959)
- Phimenes viridipennis (Vecht, 1959)
- Phimenes wieneckei (Vecht, 1959)
- Phimenes zamenes (Vecht, 1959)
- Phimenes zimmermanni (Giordani Soika, 1934)